# Gaetano Carotenuto
Gaetano Carotenuto (Catanzaro, 14 giugno 1969) è un attore italiano.

## Biografia
Nel 1993 riceve la Grolla d'oro al miglior attore esordiente per il ruolo del protagonista nel film Dove siete? Io sono qui.
Nel 1995 è il protagonista del lungometraggio Vrindavan Film Studios.
Oltre alla recitazione ha realizzato le colonne sonore dei film Il piacere di piacere (2002) e Sandrine nella pioggia (2012).

## Filmografia

### Attore

#### Cinema
- Dove siete? Io sono qui, regia di Liliana Cavani (1993)
- Vrindavan Film Studios, regia di Lamberto Lambertini (1995)
- Favola in tempo reale, regia di Gianfranco Fiore Donati (1997)
- Il piacere di piacere, regia di Luca Verdone (2002)
- La tempesta, regia di Tim Disney (2004)
- Nelle tue mani, regia di Peter Del Monte (2007)
- K. Il bandito, regia di Martin Donovan (2007)
- Sandrine nella pioggia, regia di Tonino Zangardi (2012)
- Fronte del Porto Marghera (2018) (cortometraggio)

#### Televisione
- I Cesaroni (2006)
- The Conclave, regia di Christoph Schrewe (2006)
- Squadra antimafia 2 - Palermo oggi (2009)
- 6 passi nel giallo (2012)
- Maria Corleone, episodio 1x04 (2023)

### Musicista
- Il piacere di piacere (2002)
- Sandrine nella pioggia (2012)